# Amphimedon mollis
Amphimedon mollis är en svampdjursart som först beskrevs av Wilson 1902.  Amphimedon mollis ingår i släktet Amphimedon och familjen Niphatidae. Inga underarter finns listade i Catalogue of Life.